# 洪瑩熙
洪瑩熙（韓語：홍영희），韓國電視劇編劇。

## 作品

### 電視劇
- 1998年：KBS《紙鶴》
- 2000年：KBS《蒲公英》
- 2002年：KBS《人生畫報》
- 2003年：KBS《我是不會離婚的》
- 2006年：KBS《那女人的選擇》
- 2007年：KBS《山後的南村》
- 2008年：KBS《美麗的時光》
- 2012年：KBS《星星月亮都摘給你》
- 2013年：KBS《乘著歌聲的愛情》
- 2015年：KBS《守護家族》
- 2018年：MBC《與神的約定》

## 外部連結
- 韓網NAVER搜索